# Chatou
Chatou je město v západní části metropolitní oblasti Paříže ve Francii v departmentu Yvelines a regionu Île-de-France. Má téměř 30 000 obyvatel. Od centra Paříže je vzdálené 14,4 km.

## Vývoj počtu obyvatel
Počet obyvatel

## Osobnosti
- Paul Abadie (1812 – 1884), architekt
- Joachim Garraud (* 1968), DJ, remixer a hudební producent